# Stiftung Synanon
Die Stiftung Synanon ist eine Selbsthilfeorganisation, die substanzabhängige Menschen dabei unterstützt, ein abstinentes Leben zu führen. Sie wurde 1971 in West-Berlin als Release Berlin e. V. gegründet. Später nannten die Gründer den Verein in Anlehnung an die amerikanische Organisation Synanon Inc. in Synanon International e. V. um, ehe das Projekt in der Stiftung Synanon aufging. Mitglieder nennen die Organisation oft Synanon-Gemeinschaft.

## Geschichte

### Release Berlin, 1971 bis 1975
Im Jahr 1968 wandten sich Irene und Ingo Warnke wegen ihrer Drogensucht an den Psychotherapeuten Walther H. Lechler. Er empfahl ihnen das Buch The Tunnel Back, Synanon von Lewis Yablonsky, welches die Synanon-Gemeinschaft in den USA und ihren Erfolg in der Drogentherapie behandelt.
Im April 1971 zogen beide mit ihrer zweijährigen Tochter in das Haus Release Heidelberg ein. Sie hofften auf eine Drogenhilfe-Einrichtung, fanden sie aber nicht. Also begannen sie selbst, Synanon zu verwirklichen, wie sie es brauchten und aus Yablonskys Buch verstanden: Keine Drogen, keine Gewalt, nüchtern zusammen und miteinander leben, offen für jeden Abhängigen, der das auch will. Als es Spannungen zwischen älteren Release-Bewohnern gab, zogen fünf drogenfreie Abhängige im Herbst 1971 nach Berlin. Dort gründeten Joachim Christoph, Olaf Donner, Jovita Halt, Ralph Rogalla, Konrad Tidow, Ingo Warnke und Irene Warnke im Dezember den Therapie-Verein Release Berlin e. V.

### Synanon International, 1975 bis 1999
Als 1975 durch die Vermittlung eines Berliner Anonymen Alkoholikers in Kalifornien eine Verbindung zu Synanon in den USA zustande kam, gab es von dort das Angebot, den Namen Synanon in Deutschland ebenfalls zu benutzen. Um sich deutlich von anderen Release-Gruppen zu unterscheiden, erfolgte am 28. August 1975 die Umbenennung in Synanon International e. V. Zur Unterscheidung vom nationalen Synanon der USA wählten die Gründer den Zusatz International. Auch wenn das einer Gruppe von damals etwa 20 Menschen in einem Kreuzberger Fabrikgebäude in der Bernburger Straße etwas groß vorkam, erwies sich das International als richtig. Denn schon bald lebten Drogenabhängige aus verschiedenen Ländern in der Gemeinschaft zusammen. Zusätzlich zum Verein wurde 1982 die gleichnamige Stiftung ins Leben gerufen.
In den Jahren 1996 und 1997 geriet Synanon in eine schwere wirtschaftliche Krise, die sich schon länger vorher abgezeichnet hatte. Grobe Managementfehler, Fehleinschätzungen und fehlendes kaufmännisches Grundwissen der damaligen Verantwortlichen wurden offenbar. Dazu kamen interne Meinungsverschiedenheiten zwischen den Verantwortlichen. Die begonnenen Großprojekte in Berlin (430 Wohnplätze) und in Schmerwitz (rund 1.000 Wohnplätze) entwickelten sich zu einem wirtschaftlichen Fiasko. Die Existenz der Suchtselbsthilfe war akut bedroht.
Auch von fachlicher Seite gab es Kritik am Konzept der Gemeinschaft, in der es keine „klassische Therapie“ gebe, sondern stattdessen auf Laientherapeuten und strikte Kontrolle gesetzt würde. So schrieb Bernhard Albrecht im Deutschen Ärzteblatt 1999 unter anderem: „Der Ruf der Organisation in der Drogenszene ist nicht der beste. Kritiker werfen Synanon totalitäre Strukturen und ‚Gehirnwäsche‘ vor. Unbestreitbar sind jedoch Langzeiterfolge in der Drogen- und Alkoholabstinenz.“
In dieser Situation wandte sich die Leitung an den Berliner Kaufmann und Immobilienmanager Uwe Schriever mit der Bitte, als kaufmännischer Berater vorübergehend Synanon zu unterstützen. Schriever, der bereits in den 1970er Jahren Synanon geholfen hatte, willigte ein. Er übernahm, ausgestattet mit dem Mandat des Vorstands, die kaufmännische Betreuung und Beratung von Synanon, wurde später Stiftungs-Chef. Im Jahr 2005 erhielt Schriever für sein Engagement vom damaligen Bundespräsidenten Horst Köhler das Bundesverdienstkreuz am Bande. Bereits drei Jahre zuvor hatte ihm der Paritätische Wohlfahrtsverband die Paritätische Ehrennadel verliehen. Schriever nutzt Räume des Gutes Malchow als Sitz seiner Firma Askanisches Quartier GmbH.
Das Vertrauen von Politik, Gesellschaft und Öffentlichkeit in die Suchtselbsthilfe Synanon war zunächst verloren, konnte in den darauffolgenden Jahren nur mühsam wieder neu erarbeitet werden. Die verbliebenen Verantwortlichen unternahmen nun große Anstrengungen, Synanon wirtschaftlich zu stabilisieren und Rahmenbedingungen für eine Fortführung der Arbeit zu schaffen. Im Jahr 1997 wurde die Geschäftsleitung abgesetzt, ein Controlling System installiert und der kontinuierliche Ausbau der Zweckbetriebe vorangetrieben. Dies begann mit einer Straffung der Arbeitsorganisation. Aus- und Weiterbildung von Synanon-Bewohnern sollten zukünftige Schwerpunkte werden.

### Seit 1999: Stiftung Synanon
Am 1. Januar 1999, nach knapp zwei Jahren intensiver Sanierungsarbeit, übernahm die Stiftung Synanon die Suchthilfeaufgaben des Synanon e. V. Damit vollzog Synanon den strukturellen und inhaltlichen Wandel auch sichtbar nach außen. Von nun an herrschten eine strikte Kostenkontrolle, Transparenz und Offenheit. Oberstes Gebot ist seither der Erhalt des Stiftungsvermögens zur Sicherstellung satzungsgemäßer Zwecke der Suchtselbsthilfe. Synanon wurde am 1. Juli 2002 Mitglied im Deutschen Spendenrat.
Für die ehrenamtliche Mitarbeit im Kuratorium der Stiftung Synanon konnten prominente Persönlichkeiten aus Politik und Gesellschaft wie Eberhard Diepgen, ehemaliger Regierender Bürgermeister von Berlin, Klaus Riebschläger, ein im Jahr 2009 verstorbener, ehemaliger Finanzsenator von Berlin, Peter Rohrer, Commerzbankdirektor a. D., Ursula Birghan, langjähriges Mitglied des Abgeordnetenhauses von Berlin, der im Jahr 2015 verstorbene Rechtsanwalt und Notar Nikolaus Ley sowie Barbara John, Vorsitzende des Paritätischen Landesverbandes Berlin, gewonnen werden. Damit erfolgte ein schrittweiser Generationswechsel in Führung und Aufsicht der Stiftung Synanon.
Im Jahr 2000 verließen die letzten Verantwortlichen aus der Gründerzeit ihre Positionen und Vorstand und Kuratorium formierten sich neu.
Im April 2000 konnten der Betrieb und die landwirtschaftlichen Flächen in Schmerwitz an einen privaten Investor verkauft werden. Trotz zuvor eingeleiteter und intensiv verfolgter Sanierungsmaßnahmen, die parallel zu denen in Berlin liefen, war es den neuen Verantwortlichen nicht möglich gewesen, den Betrieb der Synanon Gut Schmerwitz GmbH aufrechtzuerhalten.
Synanon ist trotz der Fehlentwicklungen noch immer der Überzeugung, dass nur die strikte Abstinenz einen Königsweg aus der Drogensucht weist und es das Bestreben eines jeden Süchtigen sein soll, diesen Weg zumindest zu versuchen. Durch Öffnung nach außen versucht Synanon, das Vertrauen von Politik und Öffentlichkeit zurückzugewinnen und für die Idee Synanons zu begeistern. Diskutiert wird, ob das Rauchen erstmals erlaubt, die Regelung, keine Speisen wegzuwerfen, gelockert sowie das Verbot, im Stehen zu essen, aufgehoben werden sollen.
Die Organisation hat im Jahr 2013 das ehemalige Herrenhaus des Gutshofs in Berlin-Malchow, Dorfstraße 9, zusammen mit einem Teil des Geländes und leer stehenden Nutzgebäuden gekauft. Im Frühjahr 2016 befanden sich Kulturhalle, Speisesaal, Küche und Spülküche noch in behelfsmäßigen Containern, die jedoch nach und nach in feste Gebäudestandorte ausgebaut wurden. Im Juni 2016 organisierten die Stiftung und die Berliner Politik aus Anlass des 45-jährigen Bestehens eine Jubiläumsfeier, bei der der in Eigenregie sanierte Energiespeicher als Speisesaal mit Küche eingeweiht wurde.
In dem genannten Zeitraum haben etwa 28.000 Menschen die Selbsthilfeeinrichtung aufgesucht, den meisten konnte der Aufenthalt zu einem neuen, suchtfreien Leben verhelfen. Leider haben auch im genannten Zeitraum mehr als 27.000 Menschen die Stiftung Synanon nach einem kurzen oder längeren Aufenthalt verlassen. Im Sommer 2016 lebten rund 80 Personen auf dem Gutshof.

## Leben bei Synanon
Synanon ist eine Selbsthilfeeinrichtung und bietet keine Therapie an. Das ist mangels Psychotherapeutinnen und -therapeuten oder anderer Angehöriger eines Heilberufs auch weder möglich noch erlaubt. Hilfesuchende geben die Verantwortung aller Lebensbereiche (sozial, finanziell, rechtlich) zunächst an Synanon ab. Erst durch die sogenannte Lebensschule sollen sie die Fähigkeit wiedererlangen können, selbstbestimmt für ihr Leben zu sorgen und eigenverantwortlich Entscheidungen zu treffen.
In den ersten Wochen arbeiten neue Bewohner in der Hauswirtschaft und werden, wie auch in anderen Bereichen Synanons durch entsprechende Kleidung erkennbar gemacht.
Für die Mitglieder in Synanon gelten folgende Regeln:
- keine Drogen, inklusive Alkohol und Tabak, sowie bewusstseinsverändernder Medikamente, einschließlich Schmerzmittel und für manche Menschen notwendige Psychopharmaka.
- keine Gewalt oder deren Androhung
- kein Privateigentum
- keine Kontakte zu Freunden und Familie in den ersten drei Monaten, begleiteter Besuch frühstens nach einem Jahr

Synanon versteht sich als Lebensschule auf Zeit. Ziel sei, eine selbstbestimmte, eigenverantwortliche Lebensführung ohne Suchtmittel und ohne Kriminalität zu erlernen. Laut Synanon trage jeder Suchtmittelabhängige die Fähigkeit in sich, wieder ein drogenfreies Leben zu führen. Den Weg dorthin solle ein abstinentes Leben in der Gemeinschaft, Selbsthilfe-Gruppengespräche und regelmäßige Tagesabläufe ermöglichen.
Synanon arbeitet im Sinne einer Selbsthilfe-Wohngemeinschaft. Alle Mitarbeiter sind Betroffene. Methodisch wird die Arbeit als Motivationssteigerung, Stressbewältigungstraining, soziales Kompetenztraining und gemeindenahes Verstärkermodell bezeichnet. Das Angebot der sofortigen Aufnahme nehmen jährlich bis zu 800 Menschen wahr, zum Teil auch mit ihren Kindern. Vorbedingungen werden nicht gestellt.
Laut Synanon können auch Suchtkranke, deren Gefängnisstrafe nach § 35 ff des BtMG in eine Therapieauflage umgewandelt wurde, das Angebot annehmen. 2006 hat das OLG Hamm jedoch herausgestellt, dass für die Umwandlung eine therapeutische Behandlung gewährleistet sein muss und dass die Bedingungen bei Synanon besondere Herausforderungen darstellten, die nicht immer für eine Umwandlung nach § 35 ff BtMG geeignet seien. Im entsprechenden Fall wurde diese untersagt.
Synanon gibt an, „seit geraumer Zeit Betroffenen, die in einem Opioidsubstitutionsprogramm sind und einer besonderen Entzugssymptomatik unterliegen und die dieses Programm verlassen wollen, die einzigartige Möglichkeit [zu bieten], über ein ärztlich begleitetes Ausschleichen eine drogenfreie Zukunft zu beginnen“. Das Angebote werde „nach wie vor angenommen und [man habe] damit gute Ergebnisse erreichen können.“ Das widerspricht jedoch den internen Regeln „keine Drogen, [...], keine bewusstseinsverändernden Medikamente“. Erfolge dieses Programms wurden bisher nicht belegt.
Seit den 2015er Jahren sind mehr als ein Drittel der in Synanon lebenden Menschen jünger als 25 Jahre, Tendenz steigend. Für diese Altersgruppe wurde vor einigen Jahren ein umfangreiches Angebot an Aus- und Weiterbildung in kaufmännischen und handwerklichen Berufen geschaffen. Die praktische Ausbildung findet in Zweckbetrieben statt, dazu gehören eine Wäscherei, Reinigungs-, Umzugs-, Entsorgungs- und Cateringservices, eine Tischlerei, Malerei und Keramikwerkstatt, Bauhilfe, Gartenbau und -pflege, Hauswartung und eine Reitschule. Alle Arbeiten sind sozialversicherungspflichtig.
Darüber hinaus betreut Synanon seine Bewohner in zivil- und strafrechtlichen Angelegenheiten und in der Nachsorge. Diese reicht von finanzieller und materieller Starthilfe bis zu Vermittlung von Wohnungen und Arbeitsplätzen.

## Finanzierung und Erfolg
Synanon gibt an, sich vorwiegend selbst aus den Einnahmen durch Arbeit in den Zweckbetrieben und durch das ALG II seiner Mitglieder, ergänzt durch Spenden und Zuwendungen, u. a. Bußgeldzuweisungen zu finanzieren.